# Oshkosh (Wisconsin)
Oshkosh település az Amerikai Egyesült Államok Wisconsin államában, Winnebago megyében, melynek megyeszékhelye is. Lakosainak száma 66 816 fő (2020. április 1.).

## Népesség
A település népességének változása:

| 2010 | 66 083 |
| 2020 | 66 816 |